# Le Clerjus
Le Clerjus là một xã, nằm ở tỉnh Vosges trong vùng Grand Est của Pháp. Xã này có diện tích 32,93 km², dân số năm 1999 là 521 người. Xã này nằm ở khu vực có độ cao trung bình 380 m trên mực nước biển.

## Biến động dân số
| 1962                                         | 1968 | 1975 | 1982 | 1990 | 1999 |
| -------------------------------------------- | ---- | ---- | ---- | ---- | ---- |
| 680                                          | 817  | 736  | 669  | 634  | 521  |
| Số liệu từ năm 1962: Dân số không tính trùng |      |      |      |      |      |